# Frankfurtský knižní veletrh
Frankfurtský knižní veletrh (Frankfurter Buchmesse) je největší knižní veletrh na světě. Koná se každý rok v říjnu v německém Frankfurtu nad Mohanem.

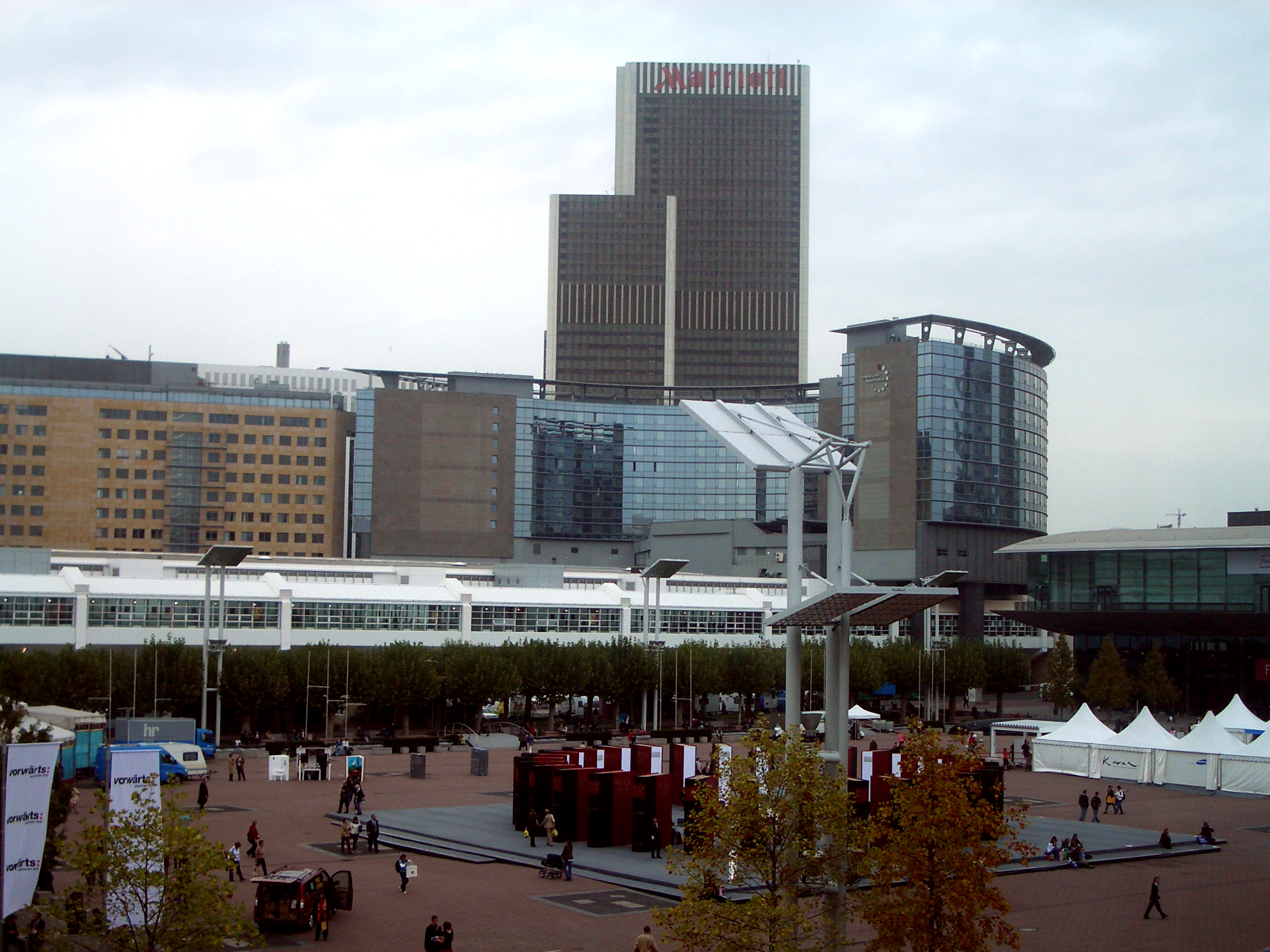
Frankfurtský knižní veletrh v roce 2005

## Historie
Poté, co Johannes Gutenberg v 15. století představil svůj vynález v oblasti knihtisku, který vedl k masovému rozšíření tištěných knih, začaly se pořádat setkání a trhy s knižní tematikou. Ty by se daly považovat za předchůdce dnešního knižního veletrhu.
Tradice současného Frankfurtského knižního veletrhu začala 18. září 1949 iniciativou německých knihkupců a vydavatelů. Tehdy bylo ve Frankfurtu 205 vystavovatelů, jednalo se o první poválečný knižní veletrh. Trval pět dní (toto pravidlo platí i v dnešní době).
V současnosti bývá na veletrhu kolem 7 000 vystavovatelů a přichází přes 280 000 návštěvníků. První tři dny jsou vyhrazené pro
vystavovatele a tisk. Uzavírají se obchody, vyjednávají se prodeje práv a licencí. Další dva dny jsou prostory veletrhu otevřeny pro návštěvníky. Představují se nové knihy a na programu jsou různé kulturní akce. Jednodenní vstupné pro veřejnost činí 9,50 EUR a pro studenty 5,00 EUR (rok 2006). 

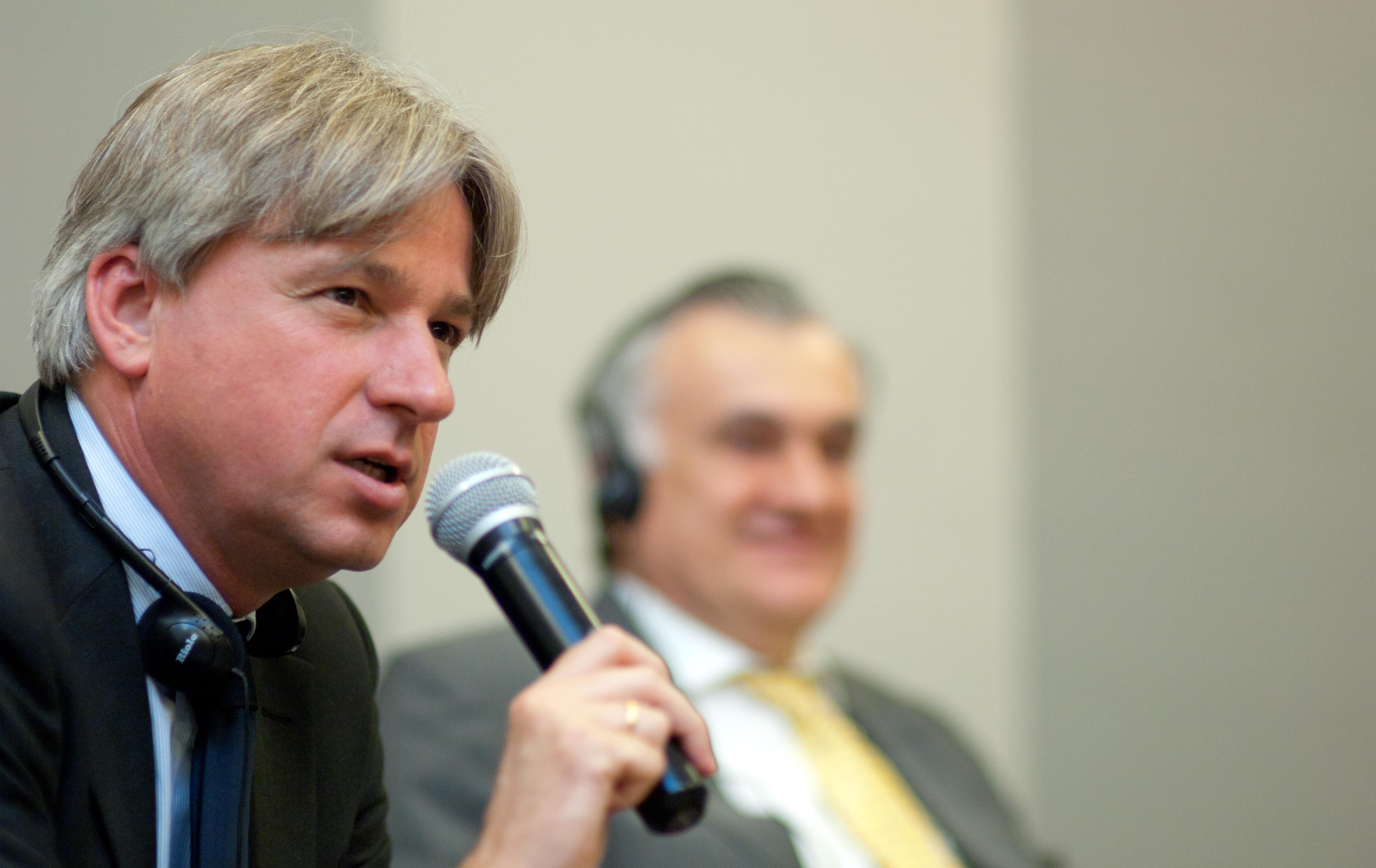
Juergen Boos

Ředitelem veletrhu je od 1. dubna 2005 Juergen Boos.

## Čestní hosté a hlavní témata
Veletrh má každý rok jiné téma nebo představuje jinou zemi coby čestného hosta. Do roku 1988 to bylo pravidlem každý sudý rok, od roku 1988 je to každoroční tradice. Země, která je toho roku čestným hostem, vždy představí kulturní program, např. čtení, diskusní fóra, semináře, výstavy apod.

### Seznam témat a čestných hostů
- 1976 - Latinská Amerika
- 1978 - Dítě a kniha
- 1980 - Černá Afrika
- 1982 - Náboženství
- 1984 - George Orwell
- 1986 - Indie
- 1988 - Itálie
- 1989 - Francie
- 1990 - Japonsko
- 1991 - Španělsko
- 1992 - Mexiko
- 1993 - Vlámsko a Nizozemsko
- 1994 - Brazílie
- 1995 - Rakousko
- 1996 - Irsko
- 1997 - Portugalsko
- 1998 - Švýcarsko
- 1999 - Maďarsko
- 2000 - Polsko
- 2001 - Řecko
- 2002 - Litva
- 2003 - Rusko
- 2004 - Arabský svět
- 2005 - Korea
- 2006 - Indie (již podruhé, poprvé v roce 1986)
- 2007 - Katalánsko
- 2008 - Turecko
- 2009 - Čína
- 2010 - Argentina
- 2011 - Island
- 2012 - Nový Zéland
- 2013 - Brazílie (již podruhé, poprvé v roce 1994)
- 2014 - Finsko
- 2015 - Indonésie
- 2016 - Vlámsko a Nizozemsko (již podruhé, poprvé v roce 1993)

## Časový plán konání veletrhu
- 2007: 10. - 14. října
- 2008: 15. - 19. října
- 2009: 14. - 18. října
- 2010: 6. - 10. října